# Слов'янське (Перекопський район)
Слов'я́нське (до 1945 року — Садир, крим. Sadır) — село Перекопського району Автономної Республіки Крим.
Розташоване в центрі району.
Відстань від райцентру до населеного пункта становить 45 кілометрів по прямій.